# Le Théorème de Marguerite
Pour plus de détails, voir Fiche technique et Distribution.
Le Théorème de Marguerite est un film franco-suisse co-écrit et réalisé par Anna Novion, sorti en 2023.
Le film est présenté dans la catégorie « séances spéciales » au Festival de Cannes 2023.

## Synopsis
Marguerite est la seule élève de sa promo parmi les garçons à l'École normale supérieure (ENS), où elle se montre talentueuse en mathématiques. Elle est en train de terminer sa thèse sur la conjecture de Goldbach et doit présenter ses travaux devant des chercheurs à un séminaire. Son directeur de thèse Laurent Werner l'informe alors qu'il vient d'accepter de superviser un autre doctorant, Lucas Savelli, un brillant étudiant venant de l'université d'Oxford.
Lorsque Marguerite présente ses travaux en public, Lucas intervient car il a trouvé une erreur dans ses travaux qui invalide tout son travail. Décontenancée, Marguerite quitte brusquement la salle. Laurent Werner lui conseille de changer de sujet de thèse et de travailler désormais avec un autre professeur. Mais Marguerite décide de démissionner de l'ENS et d'arrêter les mathématiques qui étaient toute sa vie.
Elle sort alors de la bulle dans laquelle elle vivait jusque là et rencontre des personnes très différentes d'elle, à commencer par Noa, une jeune femme aimant la danse et la fête, qui devient sa colocataire. Elle travaille comme vendeuse dans un magasin de chaussures. Les deux jeunes femmes peinant à payer leur loyer, Marguerite se met à jouer au mah-jong, jeu dans lequel elle devient presque imbattable. Elle participe à des tournois clandestins et en fait sa principale source de revenus lorsqu'elle perd son emploi dans le magasin de chaussures pour avoir refusé d'obéir à « un ordre illogique ».
Sa mère Suzanne et Laurent Werner se font du souci pour elle et essaient de la faire rentrer dans le droit chemin de la recherche. Werner aimerait également qu'elle co-signe un article scientifique avec lui et Lucas Savelli, car il est en partie basé sur les travaux de Marguerite, mais elle préfère suivre sa voie et ne veut plus avoir affaire avec l'ENS.
Elle se remet toutefois à étudier la conjecture de Goldbach, seule dans un premier temps, en repeignant le mur de sa chambre en noir pour pouvoir avoir un tableau noir. Puis elle contacte Lucas Savelli, dont elle apprécie les compétences malgré leur rivalité. Ils se mettent à travailler régulièrement ensemble, et, peu à peu, une complicité naît entre les deux mathématiciens, qui évolue vers une attirance mutuelle. Marguerite se rend compte qu'elle est amoureuse, pour la première fois de sa vie.
Marguerite est obsédée par ses recherches mathématiques, jusqu'à menacer sa santé mentale. Noa prend les choses en main et la convainc de partir s'installer chez sa mère quelque temps. Pendant ce temps, Lucas et Laurent Werner sont invités à un colloque à Lausanne. Marguerite décide de s'y rendre sans invitation, pour parler de ses résultats avec Lucas. Elle a réalisé de réelles avancées et se retrouve finalement à improviser une présentation de ses résultats devant plusieurs congressistes, parmi lesquels Laurent Werner. Elle est chaleureusement applaudie, et Laurent Werner est fier de dire qu'elle est son élève.

## Fiche technique
Sauf indication contraire, les informations mentionnées dans cette section peuvent être confirmées par les bases de données cinématographiques Allociné et Unifrance,  présentes dans la section « Liens externes ».
- Titre original et francophone : Le Théorème de Marguerite
- Réalisation : Anna Novion
- Scénario : Agnès Feuvre, Marie-Stéphane Imbert, Anna Novion et Mathieu Robin
- Musique : Pascal Bideau
- Décors : Anne-Sophie Delseries
- Costumes : Clara René
- Photographie : Jacques Girault
- Son : Roman Dymny, Marc Von Stürler et Béatrice Wick
- Montage : Anne Souriau
- Production : Adrian Blaser, Miléna Poylo, Gilles Sacuto et Aline Schmid
- Sociétés de production : TS Productions (France) et Beauvoir Films (Suisse), en association avec les SOFICA Palatine Etoile 20 et Cofimage 33
- Sociétés de distribution : Pyramide Distribution (France) et Outside The Box (Suisse)
- Budget : 2,9 millions €[1]
- Pays de production :  France,  Suisse
- Langue originale : français
- Format : couleur — 2,35:1 — son 5.1
- Genre : comédie dramatique
- Durée : 112 minutes
- Dates de sortie :
  - France : 22 mai 2023 (Festival de Cannes 2023) ; 1er novembre 2023 (sortie nationale)
  - Suisse romande : 15 novembre 2023

## Distribution
- Ella Rumpf : Marguerite Hoffmann
- Jean-Pierre Darroussin : Laurent Werner, le directeur de thèse
- Clotilde Courau : Suzanne Hoffmann, la mère
- Julien Frison : Lucas Savelli, le deuxième doctorant
- Sonia Bonny : Noa, la colocataire
- Cheng Xiaoxing : M. Kong (crédité Maurice Cheng)
- Idir Azougli : Yanis
- Camille de Sablet : la formatrice
- Édouard Sulpice : un élève
- Michel Winogradoff : un professeur de mathématiques[réf. nécessaire]

## Production

### Genèse et développement
Anna Novion a fait appel à la mathématicienne Ariane Mézard comme consultante pour tous les aspects purement mathématiques du film. De fait, selon la réalisatrice, « Les équations que l’on voit dans le film sont toutes authentiques » au point que le film a permis à Ariane Mézard de faire « de vraies avancées sur [la conjecture de Goldbach] en amont du tournage ».
La conjecture de Goldbach a été choisie comme sujet de thèse du personnage de Marguerite car la pyramide de Goldbach permettait de visualiser le problème de manière cinématographique, alors qu'Ariane Mézard plaidait plutôt pour un sujet sur les déformations de représentations galoisiennes, son « thème de prédilection ».

### Attribution des rôles
|  |

Anna Novion a choisi Ella Rumpf pour le rôle de Marguerite après l'avoir rencontrée et observée pendant une longue discussion, sans lui faire passer d'essais : « J'ai su que c'était elle », raconte la réalisatrice. L'actrice, quant à elle, a travaillé avec Ariane Mézard, une mathématicienne française, pendant quatre mois, quatre heures par semaine, sur les mathématiques, dont elle a appris les formules par cœur pour donner une impression extrêmement naturelle dans le film.
Jean-Pierre Darroussin, dans celui de Laurent Werner, a lu beaucoup de versions du scénario et répété avec Ella Rumpf pour trouver leur dynamique avant le tournage.

### Tournage
Le tournage a, entre autres, eu lieu à Paris pour l'École normale supérieure (ENS) de l'université Paris sciences et lettres (PSL), en mai 2022.

### Musique
La musique du film est composée par Pascal Bideau, musicien fidèle de la réalisatrice depuis Les Grandes Personnes, qui signe selon la réalisatrice une « musique lyrique et romanesque traduisant la richesse d'âme » du personnage Marguerite.

## Distinctions

### Récompenses
- Festival de Cannes 2023 : prix CST de la jeune technicienne de cinéma pour Anne-Sophie Delseries, cheffe décoratrice[8]
- Festival du film de Cabourg 2023 : grand prix du public
- Festival Jean-Carmet 2023 :
  - Prix du jury du meilleur second rôle masculin pour Julien Frison
  - Prix du public du meilleur second rôle masculin pour Julien Frison
- César 2024[9] : Révélation féminine pour Ella Rumpf

### Nominations
- César 2024[9] : Révélation masculine pour Julien Frison

### Sélections
- Festival de Cannes 2023, sélection officielle, section « séance spéciale »
- Festival du film francophone d'Angoulême 2023 : section « Avant-premières »
- Festival cinéma et musique de film de La Baule 2023 :
  - Ibis d'or de la meilleure musique de film de l'année
  - Coup de projecteur – Universciné